# Manfred Ströher
Manfred Ströher (* 25. März 1937 in Bad Kreuznach) ist ein deutscher Basketballsportfunktionär.
Als Mitglied der ältesten Basketballabteilung Deutschlands des VfL 1848 Bad Kreuznach wurde der nur 26-jährige Manfred Ströher 1963 in das Amt des DBB-Schiedsrichterwartes und somit in das Präsidium des Deutschen Basketball Bundes gewählt. 1973, nach erfolgreicher Mitgestaltung der Olympischen Sommerspiele 1972 in München, trat Ströher als DBB Schiedsrichterwart zurück, gehörte aber bis 1980 der DBB Schiedsrichterkommission an. Er wurde 1980 als Vizepräsident erneut in das Präsidium des DBB gewählt. Vier Jahre später wurde Ströher als Nachfolger von Anton Kartak zum 5. DBB-Präsidenten gewählt. Dieses Amt hatte er bis 1994 inne. Auch international erwarb er sich rasch einen Namen, so in der Technischen Kommission des Basketballweltverbandes FIBA, der Ströher von 1964 bis 1980 angehörte. Des Weiteren bekleidet er seit 1980 das Amt des Präsidenten der FIBA-Finanzkommission, ist seit 1994 FIBA-Schatzmeister und seit 1980 Mitglied des FIBA-Central-Boards (Weltvorstand). Ströher gehört dem dreiköpfigen Aufsichtsrat der „Internationalen Basketball Foundation“ in Mies -Schweiz- an, die von der FIBA gegründet wurde für die Errichtung eines 6855 m² großen Verwaltungsgebäudes.

## Ehrungen
Manfred Ströher ist Träger der Goldenen Ehrennadel des DBB sowie Träger des DBB-Ehrenringes und wurde zum DBB-Ehrenpräsidenten und DBB-Ehrenmitglied ernannt. 1998 erhielt er das Bundesverdienstkreuz am Bande. 2001 wurde Ströher vom damaligen IOC-Präsidenten Juan Antonio Samaranch mit dem IOC-Diplom „für einen bemerkenswerten Beitrag für die Förderung des Olympischen Gedankens in ehrenamtlicher Funktion“ ausgezeichnet. 2004 wurde er von der FIBA mit dem „FIBA Oscar del Basket“ geehrt. Außerdem erhielt Ströher 2015 gemeinsam mit dem langjährigen FIBA-Generalsekretär Borislav Stanković den höchsten Verdienstorden der FIBA, den „FIBA Order of Merit“.
Seit 2007 wird alle zwei Jahre der Manfred-Ströher-Medienpreis, dotiert mit 2.500 €, verliehen. Ziel ist es, exzellente journalistische Beiträge aus Printmedien, TV, Hörfunk sowie den Neuen Medien aus Deutschland zu fördern und Journalisten zu bestärken, ihren Beruf professionell und verantwortungsbewusst auszuüben.

## Werke
- Manfred Ströher: „Jahrbuch des DBB“ mit jährlicher Neuauflage, 1984
- Manfred Ströher/Turgut Atakol: „Die Technik des Schiedsrichterns“ in drei Sprachen (dt., engl., franz.), 1966
- Manfred Ströher: Farbbroschüre „Die Technik des Schiedsrichterns“ in Deutsch, Englisch, Französisch, Chinesisch, Arabisch und in 30 weiteren Sprachen, 1976
- Manfred Ströher: 60 Jahre FIBA-Regeln 1931-1991 München 1991, ISBN 3-7780-3740-4
- Manfred Ströher/Hans-Dieter Krebs: Basketball – Biografie Dr.h.c. R. William Jones München 1998, ISBN 3-00-002983-4
- Manfred Ströher/Hans-Dieter Krebs: Basketball – Biografie Borislav Stanković München 2004, ISBN 3-00-013844-7
- Manfred Ströher: „Chronologie des langen Wegs zur Einheit“, Die Zulassung der Basketball-Profis, 1989
- Manfred Ströher: „Original Basketball-Spielregeln mit dem Urtext englisch von 1891 (James Naismith) und den FIBA-Spielregeln von 1932 bis 2000“, 2001
- Manfred Ströher: „66 Jahre nach der Stunde Null“, Bad Kreuznach/Köln, 2016